# Campagne des cinq antis
Pour un article plus général, voir Campagnes des trois antis et des cinq antis.
La campagne des cinq antis est une campagne de purification lancée par le Parti communiste chinois en janvier 1952.

## Contexte
Cette campagne est la dernière d'une série de trois campagnes :
1. la « campagne pour éliminer les contre-révolutionnaires » lancée en octobre 1950, qui a duré un an ;
2. la campagne des trois antis, lancée fin 1951[1] ;
3. la campagne des cinq antis, lancée en janvier 1952[2].

## Visée
Les cinq cibles (les « antis ») de cette campagne sont :
1. la corruption ;
2. l'évasion fiscale ;
3. le détournement des biens de l'État ;
4. la fraude ;
5. le vol d'informations économiques[3].

Mais comme pour la campagne des trois antis, le principal but est d'instaurer la terreur parmi la population.